# Pueblo Nuevo, Jala
Pueblo Nuevo är en ort i Mexiko.   Den ligger i kommunen Jala och delstaten Nayarit, i den centrala delen av landet, 600 km väster om huvudstaden Mexico City. Pueblo Nuevo ligger 1 870 meter över havet och antalet invånare är 147.
Terrängen runt Pueblo Nuevo är kuperad åt sydväst, men åt nordost är den bergig. Runt Pueblo Nuevo är det ganska glesbefolkat, med 39 invånare per kvadratkilometer. Närmaste större samhälle är Ixtlán del Río, 8,0 km söder om Pueblo Nuevo. I omgivningarna runt Pueblo Nuevo växer huvudsakligen savannskog.